# إيفر بلازين
إيفر بلازين (بالإنجليزية: Ever Blazin)‏ هي أغنية للمغني شون بول، صدرت في 29 نوفمبر 2005 في ألبوم ذا ترينتي. كتبها شون بول وأنتجها ستيفن مارسدن ووزعتها تسجيلات أتلانتيك ريكوردز. 

## أبرز إنجازات الأغنية
- 12 Uk Singles Chart
- 16 Irish Singles Chart
- 8 France Chart